# Salix yuhuangshanensis
Salix yuhuangshanensis är en videväxtart som beskrevs av C. Wang och C.Y. Yu. Salix yuhuangshanensis ingår i släktet viden, och familjen videväxter. Inga underarter finns listade i Catalogue of Life.